# Molí d'oli d'Escaleta
El Molí d'oli d'Escaleta és una obra de Maials (Segrià) inclosa a l'Inventari del Patrimoni Arquitectònic de Catalunya.

## Descripció
El molí d'oli està situat prop del Mas del clot d'Adar a la vall de Camporers dins del terme municipal de Maials. L'antiga construcció del molí és de planta rectangular amb coberta d'un sol aiguavés. L'obra original ha sofert diverses modificacions i dels murs laterals originals del molí es conserven només fragments de parament construïts amb maçoneria rústica. De la mateixa manera, l'antiga porta d'entrada, d'arc de mig punt rebaixat, ha estat tapiada. D'aquest accés original destaquen els dos grans carreus trapezoidals per sobre de les impostes rectangulars. El vell molí s'usa com a magatzem.
A pocs metres de la façana de llevant hi ha les restes d'una sínia que s'usava per l'extracció d'aigua. Es conserven també parts de l'antiga canalització de pedra que transportava aquesta aigua fins al molí.